# Station to Station
Station to Station deseti je studijski album britanskog glazbenika Davida Bowieja. Diskografska kuća RCA Records objavila ga je 23. siječnja 1976. godine. Na Station to Stationu, koji se smatra jednim od njegovih najznačajnijih uradaka, Bowie je predstavio lik Mršavog Bijelog Vojvode. Snimio je album nakon što je odigrao ulogu u filmu Čovjek koji je pao na Zemlju Nicolasa Roega; naslovnica prikazuje scenu iz tog filma. U vrijeme snimanja Bowie je razvio tešku ovisnost o drogama, pogotovo o kokainu, a kasnije je izjavio da se zbog toga gotovo uopće ne sjeća snimanja.
U glazbenom je smislu Station to Station prijelazan album; na njemu Bowie razvija elemente funka i soula s prijašnjeg uratka, Young Americansa, ali istovremeno se usredotočava na sintesajzere i motorik-ritmove koje su nadahnuli njemački sastavi elektroničke glazbe kao što su Neu! i Kraftwerk. Takav je razvoj glazbe vrhunac postigao u jednom od Bowiejevih najprihvaćenijih radova, "Berlinskoj trilogiji", koju je snimao s Brianom Enom od 1977. do 1979. godine. Sam je Bowie izjavio da je Station to Station "molba za povratak u Europu". Tekstovi pjesama odražavaju njegovu zaokupljenost idejama Friedricha Nietzschea i Aleistera Crowleyja, kao i mitologijom i religijom.
Station to Station opisan je kao "jedan od Bowiejevih podjednako najpristupačnijih i najneprobojnijih albuma" zbog toga što spaja funk, krautrock, romantične balade i okultizam. Njegovoj je objavi prethodio singl "Golden Years", a na britanskoj i američkoj ljestvici albuma zauzeo je peto mjesto. Godine 2012. uradak se našao na 324. mjestu popisa 500 najboljih albuma svih vremena časopisa Rolling Stone.

## Pozadina
Prema biografu Davidu Buckleyju Bowie je veći dio 1975. i 1976., dok je živio u Los Angelesu, "astronomski" konzumirao kokain i preživljavao hraneći se paprikama i mlijekom, proveo "u psihičkom teroru". Jedan intervju, čiji su se dijelovi pojavili u Playboyu i Rolling Stoneu, potaknuo je priče o pjevaču koji živi u kući prepunoj artefakata iz drevnog Egipta, pali crne svijeće, s prozora vidi kako padaju tijela, čiji ejakulat kradu vještice, koji dobiva tajne poruke od članova The Rolling Stonesa i koji se panično boji Jimmyja Pagea, još jednog poklonika Aleistera Crowleyja. Bowie je kasnije o Los Angelesu izjavio: "To prokleto mjesto trebalo bi zbrisati s lica zemlje".
Na setu svojeg prvog većeg filma, Čovjek koji je pao na Zemlju, Bowie je počeo pisati pseudoautobiografiju Povratak Mršavog Bijelog Vojvode (The Return of the Thin White Duke). Također je skladao pjesme jer je trebao doprinijeti glazbi za film, iako se one na kraju nisu pojavile u njemu. (Umjesto toga Bowie je predložio da John Phillips iz skupine Mamas and the Papas sklada svu glazbu za film.) Redatelj Nicolas Roeg upozorio je pjevača da će vjerojatno neko vrijeme ostati uživljen u ulogu Thomasa Jeromea Newtona nakon završetka snimanja. Uz Roegovu dozvolu Bowie je za film oblikovao vlastiti izgled, što je utjecalo na njegov imidž u javnosti – njegov se lik pojavio na dvama naslovnicama albuma tijekom idućih dvanaest mjeseci, ali na Bowieja je utjecala i Newtonova krhkost i povučenost.
Mršavi Bijeli Vojvoda postao je Bowiejev lik za Station to Station, a tijekom idućih šest mjeseci Bowie se često koristio njime. Besprijekorno odjeven u bijelu majicu, crne hlače i prsluk, Vojvoda je isprazan čovjek koji s bolnom intenzivnošću pjeva pjesme o ljubavi, ali zapravo ne osjeća ništa jer je "led koji se maskira u vatru". Opisan je i kao "ludi aristokrat", "nemoralni zombi" i "arijski superčovjek bez emocija". Sam je Bowie izjavio da je Vojvoda "doista gadan tip".

## Produkcija
Station to Station snimljen je krajem 1975. u studiju Cherokee Studios u Los Angelesu. Godine 1981. urednici NME-a, Roy Carr i Charles Shaar Murray, izjavili su da je nastao "u deset dana grozničavog rada" nakon što je Bowie shvatio da neće raditi na glazbi za film Čovjek koji je pao na Zemlju. Međutim, nedavnija proučavanja tvrde da je zapravo snimljen u dva mjeseca, s time da je snimanje započelo krajem rujna ili početkom listopada 1975., a da je završilo krajem studenog iste godine, što znači da je dovršen prije nego što je Bowie počeo raditi na glazbi za film.
Neka od privremenih imena uratka bila su The Return of the Thin White Duke (Povratak Mršavog Bijelog Vojvode) i Golden Years (Zlatne godine); jedan od producenata Station to Stationa je Harry Maslin, Bowiejev suradnik na pjesmama "Fame" i "Across the Universe" s albuma Young Americans. Tony Visconti, koji je nakon tri godine odsutnosti ponovno počeo surađivati s Bowiejem tako što je miksao Diamond Dogs i bio jedan od producenata albuma David Live i Young Americans, nije radio na Station to Stationu zbog problema s rasporedom. Međutim, tijekom snimanja uratka postava grupe učvrstila se do kraja desetljeća; basist George Murray pridružio se bubnjaru Dennisu Davisu i gitaristu Carlosu Alomaru, koji su svirali na Young Americansu.
Proces snimanja koji su zajedno razvili održao se na idućim Bowiejevim uradcima, a posljednji je put korišten na albumu Scary Monsters (And Super Creeps) iz 1980. godine: Murray, Davis i Alomar snimili bi prateće dionice; nakon toga bi Bowie snimio saksofon, Roy Bitten snimio bi klavijature, a Earl Slick snimio bi glavnu gitaru; poslije toga snimili bi vokale i na koncu raznim produkcijskim trikovima dovršili pjesmu. Prema Bowiejevim riječima: "Earl Slick napravio je neke izvanredne stvari. Mislim da je na gitari odlučio stvarati zvukove i teksture umjesto pravih nota." Alomar je izjavio: "To je jedan od najveličanstvenijih albuma na kojima sam svirao ... Dosta smo eksperimentirali." Maslin je dodao: "Sviđao mi se proces snimanja jer smo bili posve otvoreni i eksperimentiralno smo pristupili materijalu."
Sam se Bowie nije mogao sjetiti gotovo ničega iz vremena snimanja albuma, pa čak ni studija: "Znam da se to odvijalo u Los Angelesu jer sam tako pročitao." Tijekom snimanja nije jedini konzumirao kokain; Carlos Alomar komentirao je: "Ako se ispred tebe nalazi kokain koji će te držati budnim do osam ujutro da možeš odsvirati svoje na gitari, moraš ga pošmrkati ... Nadahnuće potiče šmrkanje." Earl Slick se, poput Bowieja, slabo sjećao snimanja: "Malo mi je mutan taj album – zbog očitih razloga! Bili smo u studiju i bila je ludnica – radili smo više sati i često kasno navečer."
Na naslovnici albuma nalazi se crno-bijela fotografija iz filma Čovjek koji je pao na Zemlju, na kojoj Bowie, glumeći Thomasa Jeromea Newtona, ulazi u svemirsku kapsulu koja će ga vratiti na njegov planet space capsule that will return him to his home planet. Bowie je inzistirao na tome da slika bude crno-bijela i da dio nje bude odrezan jer je smatrao da na izvornoj cijeloj slici u boji nebo izgledalo umjetno; inačica u boji pojavila se na Rykodiscovu reizdanju albuma početkom 1990-ih. Na poleđini se nalazi fotografija Bowieja kako kredom skicira sefirot iz kabale – što je činio tijekom snimanja filma.

## Glazbeni stil i tematika
Station to Station često se navodi kao prijelazni album u Bowiejevoj karijeri. Nicholas Pegg, autor knjige The Complete David Bowie, nazvao ga je "pravom točkom na pola puta između Young Americansa i Lowa", dok su Roy Carr i Charles Shaar Murray komentirali da "učinkovito prelama Bowiejeve sedamdesete. Zadržava elemente doba Ziggyja Stardusta i plastičnog soula, ali i uvodi aromu nove glazbe koja će doći s Lowom." Prizvuk europske glazbe na Station to Stationu prvi se put u Bowiejevim izdanjima pojavio u pjesmama kao što su "Aladdin Sane (1913-1938-197?)" i "Time" (iz 1973.), dok su se elementi funka i disca razvili iz soula na Young Americansu (iz 1975.). Nedavno prije početka snimanja albuma Bowieja su počeli nadahnjivati krautrock sastavi i grupe elektroničke glazbe kao što su Neu! i Kraftwerk. U tematskom se smislu uradak vratio konceptima obrađenim u pjesmama kao što su "The Supermen" s The Man Who Sold the Worlda (iz 1970.) i "Quicksand" s Hunky Doryja (iz 1971.): Nietzscheovu nadčovjeku, okultizmu Aleistera Crowleyja, nacističkoj očaranosti mitologijom svetoga grala i Kabali. Pegg je izjavio da je tematika albuma sudar "okultizma i kršćanstva".
David Sheppard glazbu na Station to Stationu opisao je kao "ledeni, sintetizirani funk rock." AllMusicov Stephen Thomas Erlewine napisao je da je "u srži Station to Station avangardni art rock album" na kojem se nalazi "sve, od epskih balada i disca do sintetiziranog avant-popa" i da istovremeno pretvara "hladni plastični soul s Young Americansa u njegovu pretjerano elegantnu, robotsku inačicu." Prema riječima Roberta Christgaua Bowiejevo je eksperimentiranje s afroameričkim glazbenim stilovima sazrelo u vrijeme snimanja Station to Stationa jer ih je uvrstio "u namjerno prostran i abrazivan kontekst"; dodao je da je to dalo duhovnu dimenziju "mehaničkoj, fragmentiranoj eleganciji iz druge ruke" kojom se bavio na Aladdin Saneu. Pitchforkova Laura Snapes opisala je zvuk albuma kao "spoj elektroničke glazbe i R&B-ja", a Erlewine ga je nazvao "jezivim avant-popom".
Glazbeni stil skladbe "Golden Years", prve pjesme snimljene za album, utemeljen je na funku i soulu Young Americansa, no grubljega je zvuka. Roy Carr i Charles Shaar Murray komentirali su da zvuči kao da ju okružuje "aura žaljenja za propuštenim mogućnostima i zadovoljstvima". Bowie je rekao da ju je napisao za Elvisa Presleyja, koji ju je odbio, dok je tadašnja Bowiejeva supruga Angie izjavila da ju je napisao za nju. Iako je ušla u top 10 na ljestvicama singlova na objema stranama Atlantika, rijetko ju je izvodio na naknadnoj turneji Isolar Tour. "Stay" je također funk pjesma koja je, prema Alomarovim riječima, "snimljena u vrijeme kad smo se pomamili za kokainom". Stihove pjesme neki su interpretirali kao razmišljanje o "nesigurnosti seksualnog pothvata" i kao primjer "Vojvodinog lažnog romantizma".
Elementi kršćanstva na albumu najuočljiviji su u himničnoj "Word on a Wing", iako su određeni komentatori izjavili da je religija, kao i ljubav, samo još jedan način na koji je Vojvoda "testirao svoju otupljenost". Sam je Bowie rekao da je u barem toj pjesmi "strast stvarna". Kad ju je otpjevao na koncertu 1999. godine, pjevač je za nju rekao da je proizašla "iz najmračnijeg razdoblja mojega života ... Siguran sam da je to bio poziv u pomoć". Balada koja okončava album, "Wild Is the Wind", jedina je obrada na uratku, za koju se tvrdi da sadrži neke od najboljih vokalnih dionica Bowiejeve karijere. Bowie ju je odlučio snimiti nakon što je upoznao pjevačicu, pijanisticu i kantautoricu Ninu Simone (čija se inačica pjesme nalazi na njezinu  istoimenom albumu iz 1966.).
Duh Thomasa Jeromea Newtona iz Čovjeka koji je pao na Zemlju koji se ispružio ispred desetaka televizijskih monitora djelomično je nadahnuo najvedriju pjesmu na albumu, "TVC 15". Navodno govori i o tome kako je djevojku Iggyja Popa pojeo televizijski set. Carr i Murray izjavili su da je "neprimjereno vesela" i "najposrednija posveta The Yardbirdsu koju možete zamisliti".
Za naslovnu je skladbu David Buckley izjavio da je Bowieju otvorila "novo doba eksperimentiranja". "Station to Station" sastoji se od dvaju dijelova: sporog, zlokobnog marša kojim upravlja klavir, a koji započinje zvukom nadolazećeg vlaka i feedbacka koji proizvodi gitara Earla Slicka, i vedrijeg rock/blues dijela koji slijedi nakon toga. Stuart Berman na web-stranici Pitchfork napisao je da "značajna prog-disco suita naslovne skladbe [...] plovi od duhovne praznine prema ushitu religioznog ponovnog buđenja." Godine 1999. Bowie je časopisu UNCUT rekao: "Od Station to Stationa bio mi je cilj spojiti R&B i elektroniku". Usprkos tome što se može čuti zvuk vlaka tijekom uvodnog dijela pjesme, Bowie je izjavio da se naziv ne odnosi toliko na željezničke postaje koliko na postaje križnoga puta, dok se stih "From Kether to Malkuth" ("Od ketera do malkuta") odnosi na mistička mjesta u kabali, zbog čega dolazi do miješanja kršćanskih i židovskih aluzija. Opsjednutost okultnim prisutna je i u frazi kao što je "white stains" ("bijele mrlje"), što je ime knjige pjesama Aleistera Crowleyja. Tekstovi također aludiraju na Bowiejevo tadašnje uživanje droge ("It's not the side effects of the cocaine / I'm thinking that it must be love" – "Nisu to posljedice kokaina / Mora da je to ljubav"). Zbog utjecaja krautrocka ta je pjesma najjasniji uvod u Bowiejevu kasniju 'Berlinsku trilogiju' na albumu.
U intervjuu s časopisom Creem 1977. godine Bowie je izjavio da je Station to Station "lišen duha ... Čak i u ljubavnim pjesmama postoji nekakva odsutnost, ali smatram da je to fascinantno."

## Singlovi i neobjavljene skladbe
Svaka pjesma na Station to Stationu na koncu je objavljena kao singl. "Golden Years" objavljena je u studenom 1975., dva mjeseca prije samog albuma. Bowie se navodno napio kako bi ju mogao otpjevati u američkoj televizijskoj emisiji Soul Train, a taj se snimljeni nastup kasnije počeo prikazivati na raznim glazbenim programima. Našao se na osmom mjestu britanske ljestvice singlova i desetom mjestu ljestvice u SAD-u (na kojoj je ostao šesnaest tjedana). Međutim, kao i "Rebel Rebel" u kontekstu albuma Diamond Dogs (iz 1974.), nije primjereno prikazivao kakav je u pitanju uradak.
Naslovna je skladba objavljena kao promidžbeni sedmoinčni singl u siječnju 1976. godine. Bio je dostupan samo u Francuskoj i na A-strani sadržavao je skraćenu inačicu pjesme koja je trajala jedva nešto više od tri i pol minute, dok je na B-strani bila pjesma "TVC 15". Taj singl nije se pojavio na ljestvicama ni u kojoj državi.
"TVC 15" objavljen je u svibnju 1976. u uređenoj inačici kao drugi singl s albuma; pojavio se na 33. mjestu britanske ljestvice singlova, dok se u SAD-u pojavio na 64. mjestu. "Stay" je istog mjeseca također objavljen u skraćenoj inačici kao prilog uz RCA-inu kolekciju najvećih hitova Changesonebowie, ali sama se pjesma nije pojavila na toj kompilaciji (sama je kompilacija izgledom nalik Station to Station jer je njezina naslovnica crno-bijela i sadrži sličan oblik slova). Budući da se Bowiejeva suradnja s RCA Recordsom početkom 1980-ih počela bližiti kraju, u studenom 1981. "Wild Is the Wind" objavljena je kao singl radi promidžbe kompilacije Changestwobowie. Popraćen pjesmom "Word on a Wing" i spotom snimljenim za uradak pojavio se na 24. mjestu britanske ljestvice i ondje ostao deset tjedana.
Obrada pjesme "It's Hard to Be a Saint in the City" Brucea Springsteena navodno je snimljena u vrijeme rada na albumu u Cherokee Studiosu, ali nije bila objavljena tad nego 1989. na box setu Sound+Vision. Harry Maslin i Carlos Alomar tvrdili su da tu pjesmu nikad nisu snimili u Cherokeeju, dok je Tony Visconti komentirao da se pjesma najvjerojatnije sastoji od presnimljenih dionica za pjesmu koja je nastala u studijima Olympic i Island Studios tijekom rada na Diamond Dogsu i da su na njoj svirali bubnjar Aynsley Dunbar, basist Herbie Flowers i klavijaturist Mike Garson. Pjesma je kasnije ponovno objavljena na albumu The Best of David Bowie 1974/1979.

## Objava i recenzije
Station to Station objavljen je u siječnju 1976. i pojavio se na 3. mjestu Billboardove ljestvice Top LPs & Tape, na kojoj je ostao 32 tjedna. Do The Next Daya iz 2013. godine bilo je to najviše mjesto koje je neki Bowiejev album zauzeo u SAD-u. Station to Station u SAD-u je postigao zlatnu nakladu 26. veljače 1976. U Ujedinjenom je Kraljevstvu na ljestvici ostao sedamnaest tjedana, pojavivši se na petom mjestu; bio je to posljednji put da se neki od Bowiejevih studijskih albuma našao na nižemu mjestu u njegovoj domovini nego u SAD-u.
U recenziji iz tog razdoblja Billboard je izjavio da je Bowie "pronašao svoje glazbeno utočište" u pjesmama kao što su "Fame" i "Golden Years", ali da "desetominutna naslovna skladba traje predugo". NME ga je nazvao "jednim od najznačajnijih albuma objavljenih u prethodnih pet godina", a kasnije ga je naveo kao drugi najbolji album te godine. Oba su časopisa istaknula kako im je teško razumjeti tekstove pjesama. Rolling Stoneova recenzentica Teri Moris pohvalila je rockaste trenutke na albumu, ali je uočila odmak od žanra i izjavila da je u pitanju "pažljiv i profesionalan uradak umjetnika svjesnog stilova čija sposobnost pisanja i izvođenja zahtjevnih rock & roll pjesama supostoji s njegovom fasciniranošću različitim oblicima ... iako nitko ne sumnja u njegove vještine, možemo se zapitati koliko će se još dugo hrvati s rockom". Časopis Circus istaknuo je da Bowie "nikad nije bio dosljedan ni u svojem radu ni u svojem životu" i izjavio je da Station to Station "nudi zagonetne, ekspresionističke bljeskove koji nam omogućuju da osjetimo obrise duše maskirane osobe i njezine palpitacije, no nikad nam posve ne otkrivaju njegovo lice." Časopis je primijetio i aluzije na ranije Bowiejeve uratke, kao što su "gustoća" s The Man Who Sold the Worlda, "elementi popa" s Hunky Doryja, "neharmoničnost i tjeskobu" s Aladdin Sanea, "neodoljive udaraljke" s Young Americansa i "mladenački misticizam" s "Wild Eyed Boy from Freeclouda". Zaključio je da "prikazuje Bowieja kako odustaje tijekom najizazovnijeg dijela njegova krivudava puta".
U godišnjoj anketi Pazz & Jop, koju ispunjuju američki recenzenti i koju objavljuje The Village Voice, Station to Station odabran je za 13. najbolji album 1976. godine. U recenziji za novine Christgau naveo je da nije sklon duljini pjesama i auri odsutnosti u Bowiejevim vokalima, ali je izjavio da mu je "TVC 15" "jedna od omiljenih rock & roll pjesama nakon dosta vremena" i dodao je: "Uvijek je bio prepoznatljiv po prostornosti, a svatko tko može spojiti Loua Reeda, disco i Dr. Johna ... smije to činiti pet minuta i dvadeset i devet sekundi." Postavio je uradak na četvrto mjesto najboljih albuma te godine.

## Poslije objave
Nakon što je snimanje Station to Stationa zaključeno u prosincu 1975. godine, Bowie je počeo raditi na glazbi za film Čovjek koji je pao na Zemlju sa suradnikom Paulom Buckmasterom. Bowie je pretpostavio da će biti jedini autor glazbe za film, no kasnije je otkrio da "kad sam dovršio pet ili šest pjesama, rekli su mi da im predam svoju i tuđu glazbu ... i samo sam rekao "Jedite govna, ništa nećete dobiti". Bio sam izvan sebe od bijesa jer sam dosta radio na njoj." Bez obzira na to, Harry Maslin izjavio je da je Bowie bio "iscrpljen" i da ni u kojem slučaju nije mogao nastaviti raditi na tome. Pjevač je na koncu skoro doživio slom te je kasnije priznao: "Dijelovi mene ležali su na podu". Samo je jedna instrumentalna skladba nastala tijekom rada na glazbi za film preživjela: "Subterraneans", koja se pojavila na njegovom idućem studijskom albumu, Lowu.
Nakon što je prestao raditi na glazbi za film, Bowie je otišao na turneju kako bi podržao Station to Station; ta je turneja započela 2. veljače 1976., a završila je 18. svibnja 1976. godine. Kraftwerkova pjesma "Radioactivity" svirala je kao uvodna skladba na koncertima, a popratile bi ju snimke Andaluzijskog psa, nadrealističkog filma Luisa Buñuela i Salvadora Dalíja. Bowie bi na tim koncertima nosio za Vojvodu tipičan crni prsluk i hlače, iz džepa bi mu se nazirala kutija cigareta Gitanes, ukočeno bi se kretao između "zavjesa bijeloga svjetla", što je bio efekt zbog kojeg je turneja dobila nadimak 'the White Light Tour' ('Turneja bijeloga svjetla'). Godine 1989. Bowie je izjavio: "Želio sam se vratiti nekoj vrsti izgleda tipičnog za njemačke ekspresionističke filmove ... i svjetlosti na način koji su ju upotrebljavali recimo Fritz Lang i Pabst. Izgledu crno-bijelih filmova, ali uz intenzivnost koja je pomalo agresivna. Mislim da je to u teatralnom smislu bila moja najuspješnija turneja." Tijekom turneje Isolar Tour nastali su neki od najpoznatijih Bowiejevih bootlega, snimljeni tijekom radijskog prijenosa njegova koncerta u Nassau Veterans Memorial Coliseumu 23. ožujka 1976. godine. Koncertni album tog nastupa službeno je objavljen nekoliko godina kasnije.
Bowie je tijekom turneje bio kritiziran zbog svojih navodnih profašističkih komentara. U intervjuu iz 1974. godine izjavio je da je "Adolf Hitler bio jedan od prvih rock-zvijezda ... bio je dobar kao i Jagger ... Inscenirao je državu", no tada je izbjegao oštrije kritike. Međutim, tijekom turneje Isolar Tour niz događaja privukao je pozornost, a sve je započelo u travnju 1976. kad je zadržan na carini u istočnoj Europi zbog posjedovanja nacističkih suvenira. Istog je mjeseca priopćeno da je u Stockholmu izjavio da bi "Britaniji mogao koristiti fašistički vladar". Bowie je kasnije okrivio svoje ovisnosti i lik Mršavog Bijelog Vojvode za svoje nepromišljene izjave. Do vrhunca polemika došlo je 2. svibnja 1976., malo prije završetka turneje tijekom takozvanog 'incidenta na kolodvoru Victoria' u Londonu, kad se Bowie dovezao ondje u Mercedesovom kabrioletu i navodno publiku pozdravio Hitlerovim pozdravom; taj je događaj zabilježen na filmu i objavljen u časopisu NME. Bowie je izjavio da ga je fotograf uslikao dok je mahao, nešto što je potvrdio i mladi Gary Numan koji je tog dana bio u publici: "Razmislite. Ako fotograf slika nekoga dok maše, dobit ćete Hitlerov pozdrav na kraju svakog zamaha. Sve što vam je potrebno jest neki govnar u glazbenom časopisu da od toga napravi problem ..." Međutim, stigma je ostala; Carr i Murray izjavili su da su stihovi uvodne pjesme "It's No Game" na albumu Scary Monsters (And Super Creeps) objavljenom četiri godine kasnije, "To be insulted by these fascists/It's so degrading" ("Da me vrijeđaju ovi fašisti/Jako je ponižavajuće"), Bowiejev pokušaj da jednom zauvijek zakopa taj incident.

## Nasljeđe
Station to Station ključan je uradak u Bowiejevu prijelazu u 'Berlinsku trilogiju' krajem 1970-ih. Sam je Bowie za album rekao da su "u glazbenom smislu Low i njegova braća i sestre izravni nastavci naslovne pjesme", dok je Brian Eno komentirao da je Low "zasigurno nastavak Station to Stationa". Također se smatra da je "iznimno snažno utjecao na post-punk". Roy Carr i Charles Shaar Murray 1981. su godine napisali: "Ako je Low Bowiejev album za Garyja Numana, onda je Station to Station Magazineov."  Međutim, Stylus 2004. je godine izjavio: "Baš kako je malo ljudi moglo predvidjeti kojim će glazbenim smjerom Bowie poći, jednako ga je toliko malo ljudi kopiralo ... To je uglavnom usamljen, napušten stil". Rob Sheffield nazvao ga je "remek-djelom space rocka" u knjizi The Rolling Stone Album Guide (iz 2004.) i dodao da je Bowie snimio "najintenzivniju glazbu svojega života". Jem Aswad iz NPR-a opisao je uradak kao "pionirski ledeni funk" koji "nije samo otvorio vrata tisućama umjetnicima koje je nadahnuo nego i izvanrednom valu eksperimentiranja koji je uslijedio i trajao idućih pet godina: Lowu, Heroesu, Lodgeru i Scary Monstersu."
Bowie je, nakon što je prošlo više od dvadeset godina od njihove objave, izjavio da su Station to Station i Low "odlični, prokleto dobri" albumi, ali da je zbog svoje otuđenosti tijekom snimanja slušao Station to Station "kao da ga je osmislila potpuno druga osoba". Dodatno je objasnio:
Godine 1999. životopisac glazbenika David Buckley opisao je Station to Station kao "odličan izum" za koji bi "neki recenzenti, vjerojatno ponešto nemoderno, rekli da je njegov najbolji album". Iste ga je godine Eno prozvao "jednim od najboljih albuma svih vremena". Godine 2003. uradak se pojavio na 323. mjestu Rolling Stoneovog popisa 500 najboljih albuma svih vremena, dok se na ažuriranom popisu iz 2012. našao na 324. mjestu. Godinu dana kasnije The Observer je uvrstio uradak na 80. mjesto popisa 100 najboljih britanskih albuma. Časopis Vibe uvrstio ga je na svoj popis 100 najvažnijih albuma 20. stoljeća.

## Objave na CD-u
Uradak je na CD-u objavljen nekoliko puta; prvi put ga je 1985. na CD-u objavila RCA s izvornom crno-bijelom naslovnicom. Sam je uradak opet 1991. godine objavio Rykodisc, ali je na nj uvrstio i dvije dodatne koncertne skladbe. EMI-jeva inačica iz 1999. sadrži digitalno remasteriran zvuk od dvadeset i četiri bita, ali ne sadrži dodatne skladbe. Na obama izdanjima naslovnica je u boji, a sama fotografija zauzima čitav prostor naslovnice; jedina je iznimka crveni tekst "STATIONTOSTATIONDAVIDBOWIE" na vrhu. Ta je preoblikovana naslovnica bila uobičajena za izdanja albuma na CD-u sve do 2007. godine, kad je EMI Japan ponovno iskoristio izvornu crno-bijelu naslovnicu za mini-LP. EMI je ponovno objavio album u posebnoj i deluxe inačici 2010. godine. Deluxe inačica sadrži remiksane varijante pjesama u stereo i surround sound inačici.
Uradak je ponovno remasteriran 2016. godine radi uvrštavanja u box set Who Can I Be Now? (1974–1976), dok je zasebno izdanje na CD-u objavljeno iduće godine. Box set sadrži izvorni miks albuma iz 1976. i stereo miks albuma iz 2010., a svaka je inačica zasebno objavljena u mini-LP košuljici. Miks iz 1976. ima izvornu naslovnicu, dok miks iz 2010. ima naslovnicu iz 1991. čije su boje korigirane; poleđina miksa iz 2010. zapravo je varijanta poleđine iz 1976. – tekst nije jarkocrvene nego burgundske boje. Izvorna naslovnica pojavila se i na inačici albuma na CD-u iz 2017. godine, na kojoj je prisutan samo miks iz 1976. godine.

## Popis pjesama
Sve je pjesme napisao David Bowie, osim pjesme "Wild Is the Wind", čiji je tekst napisao Ned Washington, a glazbu Dimitri Tiomkin.
| 1. | »Station to Station« | 10:15 |
| 2. | »Golden Years«       | 3:59  |
| 3. | »Word on a Wing«     | 6:04  |

| Strana B | Strana B           | Strana B | Strana B | Strana B | Strana B | Strana B | Strana B | Strana B | Strana B |
| Br.      | Skladba            | Trajanje |          |          |          |          |          |          |          |
| -------- | ------------------ | -------- | -------- | -------- | -------- | -------- | -------- | -------- | -------- |
| 1.       | »TVC 15«           | 5:31     |          |          |          |          |          |          |          |
| 2.       | »Stay«             | 6:16     |          |          |          |          |          |          |          |
| 3.       | »Wild Is the Wind« | 6:06     |          |          |          |          |          |          |          |
| 37:57    |                    |          |          |          |          |          |          |          |          |

| Bonus skladbe s reizdanja iz 1991. godine (snimljene 23. ožujka 1976. u Nassau Coliseumu u Uniondaleu) | Bonus skladbe s reizdanja iz 1991. godine (snimljene 23. ožujka 1976. u Nassau Coliseumu u Uniondaleu) | Bonus skladbe s reizdanja iz 1991. godine (snimljene 23. ožujka 1976. u Nassau Coliseumu u Uniondaleu) | Bonus skladbe s reizdanja iz 1991. godine (snimljene 23. ožujka 1976. u Nassau Coliseumu u Uniondaleu) | Bonus skladbe s reizdanja iz 1991. godine (snimljene 23. ožujka 1976. u Nassau Coliseumu u Uniondaleu) | Bonus skladbe s reizdanja iz 1991. godine (snimljene 23. ožujka 1976. u Nassau Coliseumu u Uniondaleu) | Bonus skladbe s reizdanja iz 1991. godine (snimljene 23. ožujka 1976. u Nassau Coliseumu u Uniondaleu) | Bonus skladbe s reizdanja iz 1991. godine (snimljene 23. ožujka 1976. u Nassau Coliseumu u Uniondaleu) | Bonus skladbe s reizdanja iz 1991. godine (snimljene 23. ožujka 1976. u Nassau Coliseumu u Uniondaleu) | Bonus skladbe s reizdanja iz 1991. godine (snimljene 23. ožujka 1976. u Nassau Coliseumu u Uniondaleu) |
| Br. | Skladba                                                                                                | Trajanje                                                                                               | | | | | | | |
| --- | --- | --- | --- | --- | --- | --- | --- | --- | --- |
| 7. | »Word on a Wing« (uživo)                                                                               | 6:10                                                                                                   | | | | | | | |
| 8. | »Stay« (uživo)                                                                                         | 7:24                                                                                                   | | | | | | | |
| 51:23                                                                                                  | | | | | | | | | |

### Reizdanja iz 2010.
Posebna i deluxe inačica albuma objavljene su 2010. godine; cijeli je nastup u Nassau Coliseumu iz 1976. zabilježen na dvama CD-ima (na obama inačicama), dok je Dolby 5.1 miks albuma prisutan samo na deluxe inačici. Bowiejeva je službena internetska stranica 1. srpnja 2010. godine najavila koji će sadržaj biti na reizdanjima albuma; sami su uradci objavljeni 20. rujna te godine.

#### Posebna inačica i inačica za preuzimanje s interneta
Posebna inačica sastoji se od triju CD-ova i u posebnom je omotu prilagođenom za CD, a sadrži i knjižicu od 16 stranica i tri fotografije. Digitalna inačica uratka sadrži iste pjesme, ali i bonus skladbu.
| Station to Station, analogna inačica iz 2010. godine (prvi disk) | Station to Station, analogna inačica iz 2010. godine (prvi disk) | Station to Station, analogna inačica iz 2010. godine (prvi disk) | Station to Station, analogna inačica iz 2010. godine (prvi disk) | Station to Station, analogna inačica iz 2010. godine (prvi disk) | Station to Station, analogna inačica iz 2010. godine (prvi disk) | Station to Station, analogna inačica iz 2010. godine (prvi disk) | Station to Station, analogna inačica iz 2010. godine (prvi disk) | Station to Station, analogna inačica iz 2010. godine (prvi disk) | Station to Station, analogna inačica iz 2010. godine (prvi disk) |
| Br.                                                              | Skladba                                                          | Trajanje                                                         |                                                                  |                                                                  |                                                                  |                                                                  |                                                                  |                                                                  |                                                                  |
| ---------------------------------------------------------------- | ---------------------------------------------------------------- | ---------------------------------------------------------------- | ---------------------------------------------------------------- | ---------------------------------------------------------------- | ---------------------------------------------------------------- | ---------------------------------------------------------------- | ---------------------------------------------------------------- | ---------------------------------------------------------------- | ---------------------------------------------------------------- |
| 1.                                                               | »Station to Station«                                             | 10:11                                                            |                                                                  |                                                                  |                                                                  |                                                                  |                                                                  |                                                                  |                                                                  |
| 2.                                                               | »Golden Years«                                                   | 4:03                                                             |                                                                  |                                                                  |                                                                  |                                                                  |                                                                  |                                                                  |                                                                  |
| 3.                                                               | »Word on a Wing«                                                 | 6:00                                                             |                                                                  |                                                                  |                                                                  |                                                                  |                                                                  |                                                                  |                                                                  |
| 4.                                                               | »TVC 15«                                                         | 5:31                                                             |                                                                  |                                                                  |                                                                  |                                                                  |                                                                  |                                                                  |                                                                  |
| 5.                                                               | »Stay«                                                           | 6:13                                                             |                                                                  |                                                                  |                                                                  |                                                                  |                                                                  |                                                                  |                                                                  |
| 6.                                                               | »Wild Is the Wind«                                               | 6:01                                                             |                                                                  |                                                                  |                                                                  |                                                                  |                                                                  |                                                                  |                                                                  |
| 37:59                                                            |                                                                  |                                                                  |                                                                  |                                                                  |                                                                  |                                                                  |                                                                  |                                                                  |                                                                  |

| Live Nassau Coliseum '76 (drugi disk) | Live Nassau Coliseum '76 (drugi disk) | Live Nassau Coliseum '76 (drugi disk) | Live Nassau Coliseum '76 (drugi disk) | Live Nassau Coliseum '76 (drugi disk) | Live Nassau Coliseum '76 (drugi disk) | Live Nassau Coliseum '76 (drugi disk) | Live Nassau Coliseum '76 (drugi disk) | Live Nassau Coliseum '76 (drugi disk) | Live Nassau Coliseum '76 (drugi disk) |
| Br.                                   | Skladba                               | Trajanje                              |                                       |                                       |                                       |                                       |                                       |                                       |                                       |
| ------------------------------------- | ------------------------------------- | ------------------------------------- | ------------------------------------- | ------------------------------------- | ------------------------------------- | ------------------------------------- | ------------------------------------- | ------------------------------------- | ------------------------------------- |
| 1.                                    | »Station to Station«                  | 11:53                                 |                                       |                                       |                                       |                                       |                                       |                                       |                                       |
| 2.                                    | »Suffragette City«                    | 3:31                                  |                                       |                                       |                                       |                                       |                                       |                                       |                                       |
| 3.                                    | »Fame«                                | 4:02                                  |                                       |                                       |                                       |                                       |                                       |                                       |                                       |
| 4.                                    | »Word on a Wing«                      | 6:06                                  |                                       |                                       |                                       |                                       |                                       |                                       |                                       |
| 5.                                    | »Stay«                                | 7:25                                  |                                       |                                       |                                       |                                       |                                       |                                       |                                       |
| 6.                                    | »Waiting for the Man«                 | 6:20                                  |                                       |                                       |                                       |                                       |                                       |                                       |                                       |
| 7.                                    | »Queen Bitch«                         | 3:12                                  |                                       |                                       |                                       |                                       |                                       |                                       |                                       |
| 42:29                                 |                                       |                                       |                                       |                                       |                                       |                                       |                                       |                                       |                                       |

| Live Nassau Coliseum '76 (treći disk) | Live Nassau Coliseum '76 (treći disk)                           | Live Nassau Coliseum '76 (treći disk) | Live Nassau Coliseum '76 (treći disk) | Live Nassau Coliseum '76 (treći disk) | Live Nassau Coliseum '76 (treći disk) | Live Nassau Coliseum '76 (treći disk) | Live Nassau Coliseum '76 (treći disk) | Live Nassau Coliseum '76 (treći disk) | Live Nassau Coliseum '76 (treći disk) |
| Br.                                   | Skladba                                                         | Trajanje                              |                                       |                                       |                                       |                                       |                                       |                                       |                                       |
| ------------------------------------- | --------------------------------------------------------------- | ------------------------------------- | ------------------------------------- | ------------------------------------- | ------------------------------------- | ------------------------------------- | ------------------------------------- | ------------------------------------- | ------------------------------------- |
| 1.                                    | »Life on Mars?«                                                 | 2:13                                  |                                       |                                       |                                       |                                       |                                       |                                       |                                       |
| 2.                                    | »Five Years«                                                    | 5:03                                  |                                       |                                       |                                       |                                       |                                       |                                       |                                       |
| 3.                                    | »Panic in Detroit« (veći je dio bubnjarske solodionice izrezan) | 6:03                                  |                                       |                                       |                                       |                                       |                                       |                                       |                                       |
| 4.                                    | »Changes« (s interludijem skupine)                              | 4:11                                  |                                       |                                       |                                       |                                       |                                       |                                       |                                       |
| 5.                                    | »TVC 15«                                                        | 4:58                                  |                                       |                                       |                                       |                                       |                                       |                                       |                                       |
| 6.                                    | »Diamond Dogs«                                                  | 6:38                                  |                                       |                                       |                                       |                                       |                                       |                                       |                                       |
| 7.                                    | »Rebel Rebel«                                                   | 4:07                                  |                                       |                                       |                                       |                                       |                                       |                                       |                                       |
| 8.                                    | »The Jean Genie«                                                | 7:28                                  |                                       |                                       |                                       |                                       |                                       |                                       |                                       |
| 40:41                                 |                                                                 |                                       |                                       |                                       |                                       |                                       |                                       |                                       |                                       |

| 1. | »Panic in Detroit« (neskraćeni alternativni miks) | 13:08 |

### Remasterirana inačica iz 2016.
Godine 2016. album je remasteriran za box set Who Can I Be Now? (1974–1976). Objavljen je na CD-u, gramofonskoj ploči i u digitalnim inačicama, kao dio te kompilacije i zasebno.

## Zasluge
| David Bowie - David Bowie – vokali, gitara, tenor-saksofon i alt-saksofon, minimoog, mellotron, produkcija Ostalo osoblje - Harry Maslin – produkcija - Steve Schapiro – fotografija | Dodatni glazbenici - Carlos Alomar – gitara - Roy Bittan – klavir - Dennis Davis – bubnjevi - George Murray – bas-gitara - Warren Peace – prateći vokali - Earl Slick – gitara |

## Ljestvice
| Ljestvica (1976.)      | Najviša pozicija |
| ---------------------- | ---------------- |
| Australija             | 8                |
| Francuska              | 3                |
| Italija                | 5                |
| Japan                  | 6                |
| Kanada                 | 2                |
| Nizozemska             | 3                |
| Norveška               | 8                |
| Novi Zeland            | 9                |
| SAD (Billboard 200)    | 3                |
| Švedska                | 6                |
| Ujedinjeno Kraljevstvo | 5                |